# Ким Йерим (фигуристка)
Ким Йери́м, или Ким Йе Рим (кор. 김예림; род. 23 января 2003, Квачхон, Кёнгидо), — южнокорейская фигуристка. Серебряный (2023) и бронзовый (2022) призёр чемпионата четырёх континентов, победительница этапа Гран-при NHK Trophy (2022), серебряный призёр этапа Гран-при Grand Prix de France (2022), чемпионка Южной Кореи (2021), трёхкратный серебряный призёр чемпионата Южной Кореи (2017, 2022, 2023), бронзовый призёр чемпионата Южной Кореи (2020), победительница турниров серии «Челленджер» U.S. Classic (2022) и Finlandia Trophy (2022), серебряный призёр командного чемпионата мира (2023). Участница Олимпийских игр (2022).
По состоянию на 9 ноября 2024 года занимает 17-е место в рейтинге Международного союза конькобежцев.

## Карьера

### Ранние годы
Ким начала кататься после Олимпийских игр 2010 года, вдохновлённая достижениями Ким Ён А.

### Сезон 2016/2017
В августе 2016 года Ким дебютировала в юниорской серии Гран-при в Сен-Жерве-ле-Бен, где заняла четвёртое место. В сентябре она заняла пятое место на этапе в Иокогаме, при этом она не прошла вовремя допинг-контроль, за что ISU наказала предупреждением. В январе 2017 года она выиграла серебряную медаль на чемпионате Южной Кореи. Ким прошла квалификацию на чемпионат мира среди юниоров 2017 года, но снялась из-за травмы.

### Сезон 2017/2018
В сентябре 2017 года Ким заняла четвёртое место на юниорском Гран-при в Минске, а в октябре заняла шестое место Италии.
После окончания сезона Ким сменила тренерскую и тренировочную площадку. Она стала заниматься под руководством Тома Закрайчека и Тэмми Гэмбилл и переехала в Колорадо-Спрингс.

### Сезон 2018/2019
В сентябре 2018 года Ким выиграла серебряную медаль Гран-при среди юниоров в Каунасе, уступив россиянке Александре Трусовой. Уже на следующей неделе на взрослом турнире серии «Челлендер» International Classic 2018 Ким завоевала бронзовую медаль. На втором этапе юниорского Гран-при в Остраве завоевала ещё одно серебро, уступив Алёне Косторной. Результаты позволили ей попасть в финал юниорского Гран-при в Ванкувере, где она финишировала шестой, не сумев избежать падений в обеих программах. После произвольной программы она сказала: «Первый для меня Финал похож на соревнование более высокого уровня. Интересно выступать, когда в зале много публики, но я хочу, чтобы таких крупных соревнований было больше. В следующий раз я хочу показать всем свою лучшую программу.»
Ким заняла пятое место на чемпионате Южной Кореи, но благодаря лучшим результатам на ранних соревнованиях вошла в состав сборной на свой первый взрослый чемпионат ИСУ — чемпионат четырёх континентов 2019 года, где стала восьмой.

### Сезон 2019/2020
Ким ушла от тренера Тома Закрайчека и переехала в Корею, продолжив тренироваться под руководством своего бывшего тренера. Первым стартом стал турнир серии «Челленджер» Lombardia Trophy 2019, где Ким заняла четвёртое место. Через неделю она выиграла серебряную медаль на Nebelhorn Trophy 2019. Она получила право участвовать в одном этапе взрослого Гран-при. Ким заняла седьмое место на Skate Canada International 2019.
В декабре 2019 года Ким выиграла отборочный турнир в Южной Корее и получила право участвовать на чемпионате четырёх континентов 2020 вместе с Лим Ын Су и Ю Ён, где заняла четвёртое место. После того, как она выиграла бронзовую медаль на чемпионате Южной Кореи, уступив за Ю Ён и Ли Хэ Ин, ещё не имеющей права выступать на чемпионате мира, Лим вошла в состав сборной. Однако дебют на чемпионате мира не состоялся, так как он был отменён из-за пандемии коронавируса.

### Сезон 2020/2021
Из-за пандемии корейские спортсмены были ограничены в перемещениях по миру, поэтому Ким не участвовала ни в турнирах «Челленджер», ни в Гран-при. Первым стартом стал для неё чемпионат Южной Кореи 2021, где она выиграла золотую медаль, став третьей в короткой и второй в произвольной программах. Победа позволила ей принять участие на чемпионате мира 2021 года в Стокгольме.

### Сезон 2021/2022
В октябре Ким выступила на первом этапе Гран-при Skate America 2021, где в короткой программе расположилась на 6 месте с 70,56 баллов, в произвольной программе расположилась на 8 месте с 128,78 баллов, по итогу заняла 8 место с суммой баллов 199,34. В ноябре выступила на третьем этапе гран-при Gran Premio d'Italia 2021, где в короткой программе расположилась на 7 месте с 62,78 балла, в произвольной программе расположилась на 6 месте с 130,72 балла, по итогу заняв 6 место с суммой баллов 193,50.
В январе выступила на национальном чемпионате, где после короткой программы расположилась на промежуточном четвёртом месте с 67,52 баллами, в произвольной программе расположилась на втором месте с 140,12 баллами, в итоге завоевала серебряную медаль с суммой баллов 207,64. По результатам национального первенства Ким вошла в состав сборной Южной Кореи на Олимпийские игры в Пекине.
На Олимпийских играх после короткой программы занимала девятое место, в произвольной программе стала одиннадцатой, в итоговом зачёте заняла девятое место. Ким должна была выступить на чемпионате мира в Монпелье, однако из-за положительного теста на коронавирус снялась с турнира, её заменила Ли Хэ Ин.

## Программы
| Сезон     | Короткая программа | Произвольная программа | Показательные номера                                                                                         |
| --------- | --- | --- | --- |
| 2024—2025 | - «Дамы в лиловом» Джошуа Белл и Найджел Хесс хореография: Джеффри Баттл                                                  | - «Je suis malade» Серж Лама в исполнении Женевьев Леклерк аранжировка Карл Хьюго и Хьюго Шуинар хореография: Дэвид Уилсон, Сандра Безик                                        | |
| 2023—2024 | - «Дамы в лиловом» Джошуа Белл и Найджел Хесс хореография: Джеффри Баттл                                                  | - «Je suis malade» Серж Лама в исполнении Женевьев Леклерк аранжировка Карл Хьюго и Хьюго Шуинар хореография: Дэвид Уилсон, Сандра Безик                                        | - «A Thousand Years» Кристина Перри хореография Ли Джунхён                                                   |
| 2022—2023 | - «Mercy» Макс Рихтер хореография: Дэвид Уилсон                                                                           | - «Лето 42-го» Мишель Легран - «Summer Arabesques» Karl Hugo хореография: Дэвид Уилсон                                                                                          | - «The Good Part» AJR хореография: Дрю Микинс                                                                |
| 2021—2022 | - «Liebesträume» Ференц Лист хореография: Дрю Микинс                                                                      | - «Violin Fantasy on Puccini’s Turandot» Ванесса Мэй хореография: Дэвид Уилсон и Катарина Линдгрен                                                                              | - «One Day I’ll Fly Away» (из фильма «Мулен Руж!») Джо Сэмпл, Уилл Дженнингс хореография: Ли Кю Хён          |
| 2020—2021 | - «Liebesträume» Ференц Лист хореография: Дрю Микинс                                                                      | - «Love Story» Франсис Ле хореография: Джеффри Баттл | |
| 2019—2020 | - «Чёрный лебедь» Клинт Мэнселл хореография: Ли Кю Хён                                                                    | - «Love Story» Франсис Ле хореография: Джеффри Баттл | - «One Day I’ll Fly Away» (из фильма «Мулен Руж!») Джо Сэмпл, Уилл Дженнингс хореография: Ли Кю Хён          |
| 2018—2019 | - «Love Theme» (из фильма «Новый кинотеатр „Парадизо“») Андреа Морриконе, Эннио Морриконе хореография: Дэвид Уилсон       | - «Méditation» (из оперы «Таис») Жюль Массне хореография: Дрю Микинс | - «Ромео и Джульетта» (саундтрек) Нино Рота - «Ромео + Джульетта» (саундтрек) хореография: Катарина Линдгрен |
| 2017—2018 | - «Memory» (из мюзикла «Кошки») Эндрю Ллойд Уэббер хореография: Ли Кю Хён - «Riverdance» Бил Уилан хореография: Ли Кю Хён | - «Ла-Ла Ленд» Джастин Гурвиц | - «Audition (The Fools Who Dream)» (из фильма «Ла-Ла Ленд») Джастин Гурвиц в исполнении Эмма Стоун           |
| 2016—2017 | - «Donde Voy» Тиш Инохоса хореография: Ли Кю Хён                                                                          | - «If I leave» (из телесериала «Королева Мин») Sumi Jo хореография: Ли Кю Хён                                                                                                   | |
| 2015—2016 | - «Donde Voy» Тиш Инохоса хореография: Ли Кю Хён - «Eye» Coba хореография: Шин Йеа Джин                                   | - «The Devil’s Violinist» Дэвид Гарретт - «La Campanella» - «Io Ti Penso Amore» хореография: Шин Йеа Джи                                                                        | |
| 2014—2015 | - «Il etait une fois un riche marchand» (из фильма «Красавица и чудовище») Пьер Адено хореография: Шин Йеа Джин           | - «Journey of Man» Cirque du Soleil хореография: Шин Йеа Джин | |
| 2013—2014 | - «Шахерезада» Николай Римский-Корсаков в исполнении Maria Larionoff хореография: Шин Йеа Джин                            | - «Rhapsody for Orchestra» Юдзо Тояма в исполнении Токийский столичный симфонический оркестр - «Matsuri» (из альбома Are You Ready for This?) DJ YUTO хореография: Шин Йеа Джин | |
| 2012—2013 | | - «Шахерезада» Николай Римский-Корсаков в исполнении Maria Larionoff хореография: Шин Йеа Джин                                                                                  | |

## Результаты
| Соревнование                         | 14/15         | 15/16         | 16/17         | 17/18         | 18/19         | 19/20         | 20/21         | 21/22         | 22/23         | 23/24         | 24/25         |
| Международные                        | Международные | Международные | Международные | Международные | Международные | Международные | Международные | Международные | Международные | Международные | Международные |
| ------------------------------------ | ------------- | ------------- | ------------- | ------------- | ------------- | ------------- | ------------- | ------------- | ------------- | ------------- | ------------- |
| Зимние Олимпийские игры              |               |               |               |               |               |               |               | 9             |               |               |               |
| Чемпионаты мира                      |               |               |               |               |               | С             | 11            |               | 18            |               |               |
| Чемпионаты четырёх континентов       |               |               |               |               | 8             | 6             |               | 3             | 2             |               |               |
| Финалы Гран-при                      |               |               |               |               |               |               |               |               | 6             |               |               |
| Этапы Гран-при. Cup of China         |               |               |               |               |               |               |               | С             |               | 6             |               |
| Этапы Гран-при. Skate Canada         |               |               |               |               |               | 7             |               |               |               |               | 12            |
| Этапы Гран-при. NHK Trophy           |               |               |               |               |               |               |               |               | 1             | 7             | 12            |
| Этапы Гран-при. Skate America        |               |               |               |               |               |               |               | 8             |               |               |               |
| Этапы Гран-при. Grand Prix de France |               |               |               |               |               |               |               |               | 2             |               |               |
| Этапы Гран-при. Италия               |               |               |               |               |               |               |               | 6             |               |               |               |
| Челленджеры. Lombardia Trophy        |               |               |               |               |               | 4             |               |               |               |               |               |
| Челленджеры. Nebelhorn Trophy        |               |               |               |               |               | 2             |               |               |               |               |               |
| Челленджеры. Finlandia Trophy        |               |               |               |               |               |               |               |               | 1             | 1             |               |
| Челленджеры. U.S. Classic            |               |               |               |               | 3             |               |               |               | 1             |               |               |
| Универсиада                          |               |               |               |               |               |               |               |               | 3             |               |               |
| Командные                            |               |               |               |               |               |               |               |               |               |               |               |
| Командный чемпионат мира             |               |               |               |               |               |               |               |               | 2             |               |               |
| Международные среди юниоров          |               |               |               |               |               |               |               |               |               |               |               |
| Asian Figure Skating Trophy          |               | 1 н.          | 2             | 3             |               |               |               |               |               |               |               |
| Финалы юниорского Гран-при           |               |               |               |               | 6             |               |               |               |               |               |               |
| Этапы Гран-при. Белоруссия           |               |               |               | 4             |               |               |               |               |               |               |               |
| Этапы Гран-при. Чехия                |               |               |               |               | 2             |               |               |               |               |               |               |
| Этапы Гран-при. Франция              |               |               | 4             |               |               |               |               |               |               |               |               |
| Этапы Гран-при. Италия               |               |               |               | 6             |               |               |               |               |               |               |               |
| Этапы Гран-при. Япония               |               |               | 5             |               |               |               |               |               |               |               |               |
| Этапы Гран-при. Литва                |               |               |               |               | 2             |               |               |               |               |               |               |
| Национальные                         |               |               |               |               |               |               |               |               |               |               |               |
| Чемпионат Южной Кореи                | 4             | 4             | 2             | 6             | 5             | 3             | 1             | 2             | 2             |               |               |